# Karine Herry
Pour les articles homonymes, voir Herry (homonymie).
Karine Herry est une coureuse d'ultrafond et une traileuse française, née le 2 janvier 1968 à Lanmeur, sept fois championne de France des 100 km de 2001 à 2007 et championne de France des 24 heures en 2007.

## Biographie
Karine Herry a notamment remporté l'Ultra-Trail du Mont-Blanc en 2006 et le Grand Raid en 2006 et 2011. Elle a également gagné le Grand Trail des Templiers à neuf reprises, un record. Elle a été consécutivement 7 fois championne de France des 100 km de 2001 à 2007, championne de France des 24 heures en 2007,, championne du monde des 100 km par équipe en 1999 et championne d'Europe des 100 km par équipe en 2005.

## Records personnels
Statistiques de Karine Herry d'après la Fédération française d'athlétisme (FFA) et la Deutsche Ultramarathon-Vereinigung (DUV) :
- 1 500 m salle : 4 min 59 s 68 en 2004
- 3 000 m salle : 10 min 51 s 28 en 2004
- 10 km route : 39 min 9 s en 2004
- 15 km route : 56 min 21 s en 2000[9]
- Semi-marathon : 1 h 27 min 8 s en 2005
- Marathon : 2 h 47 min 7 s au marathon des Vendanges en 1998[6]
- 50 km route : 3 h 50 min 57 s aux championnats d'Europe IAU des 100 km de Winschoten en 2005 (50 km split)
- 100 km route : 7 h 42 min 36 s aux championnats d'Europe IAU des 100 km de Winschoten en 2001[10]
- 6 heures route : 64,139 km aux championnats du monde IAU des 24 h de Brive en 2010 (6 h split)
- 12 heures route : 97,993 km aux championnats du monde IAU des 24 h de Brive en 2010 (12 h split)
- 24 heures route : 222,657 km aux championnats de France des 24 h de Montigny-en-Gohelle en 2007[10]